# Diclorvos
Diclorvos (2,2-diclorovinil-dimetil fosfato) es un plaguicida de tipo organofosforado, utilizado para controlar insectos principalmente en áreas de almacenaje y en graneros. La exposición a altos niveles de este compuesto puede afectar al sistema nervioso y como consecuencia puede producir malestares tales como: náusea y vómitos, agitación, sudor y temblores musculares. Este plaguicida se ha encontrado en por lo menos 3 de los 1.430 sitios de la Lista de Prioridades Nacionales identificados por la Environmental Protection Agency (EPA).